# Stotternheim
Stotternheim er en bydel i Erfurt – som er hovedbyen i det nuværende tyske forbundsland Fristat Thüringen – med ca. 3.500 indbyggere på et areal af ca. 15 km².

Stotternheim er en af Erfurts største bydele. Den ligger ca fire kilometer nord for byen og har siden 1994 været regnet for en del af denne. Før hørte Stotternheim til Kreis Erfurt-Land.
Ifølge legenden var det i Stotternheim, at Martin Luther 2. juli 1504 lovede Vorherre at blive munk, hvis han slap helskindet fra et uvejr.

## Notabiliteter
- Punkbandet Schleim-Keim stammer fra Stotternheim [2]

Noter
1. ↑  LutherMartin Arkiveret 27. september 2007 hos  Wayback Machine på siden Erfurt-web.de
2. ↑  Kilde: den tyske Wiki-side om Stotternheim